# Arpheuilles (Indre)
Arpheuilles település Franciaországban, Indre megyében. Lakosainak száma 238 fő (2022. január 1.). Arpheuilles Clion, Palluau-sur-Indre, Sainte-Gemme, Saint-Genou, Saulnay és Villiers községekkel határos.

## Népesség
A település népességének változása:
| Lakosok száma | 478  | 287  | 273  | 252  | 225  | 224  | 223  | 222  | 228  | 238  |
|               | 1968 | 1982 | 1990 | 2006 | 2013 | 2015 | 2017 | 2019 | 2020 | 2022 |